# Helsingin Velodromi
Helsingin Velodromi – otwarty (niezadaszony) tor kolarski w Helsinkach, stolicy Finlandii. Został wybudowany w latach 1938–1940. Trybuny przy torze mogą pomieścić 4000 widzów. Długość betonowego toru wynosi 400 m, jego nachylenie na łukach dochodzi do 37,5°, a na prostych 16°.
Tor został wybudowany w latach 1938–1940 według projektu Hildinga Ekelunda, z myślą o organizacji Letnich Igrzysk Olimpijskich 1940, które jednak zostały odwołane z powodu wybuchu II wojny światowej. Obiekt był za to jedną z aren Letnich Igrzysk Olimpijskich 1952, na których poza zawodami w kolarstwie torowym odbyły się na nim także mecze turnieju hokeja na trawie. W latach 1997–2000 tor został wyremontowany. Obiekt, powstały w stylu funkcjonalnym, uznany jest za zabytek. Boisko wewnątrz toru wykorzystywane jest do gry w futbol amerykański, lacrosse i hokeja na trawie.